# Tanglewood

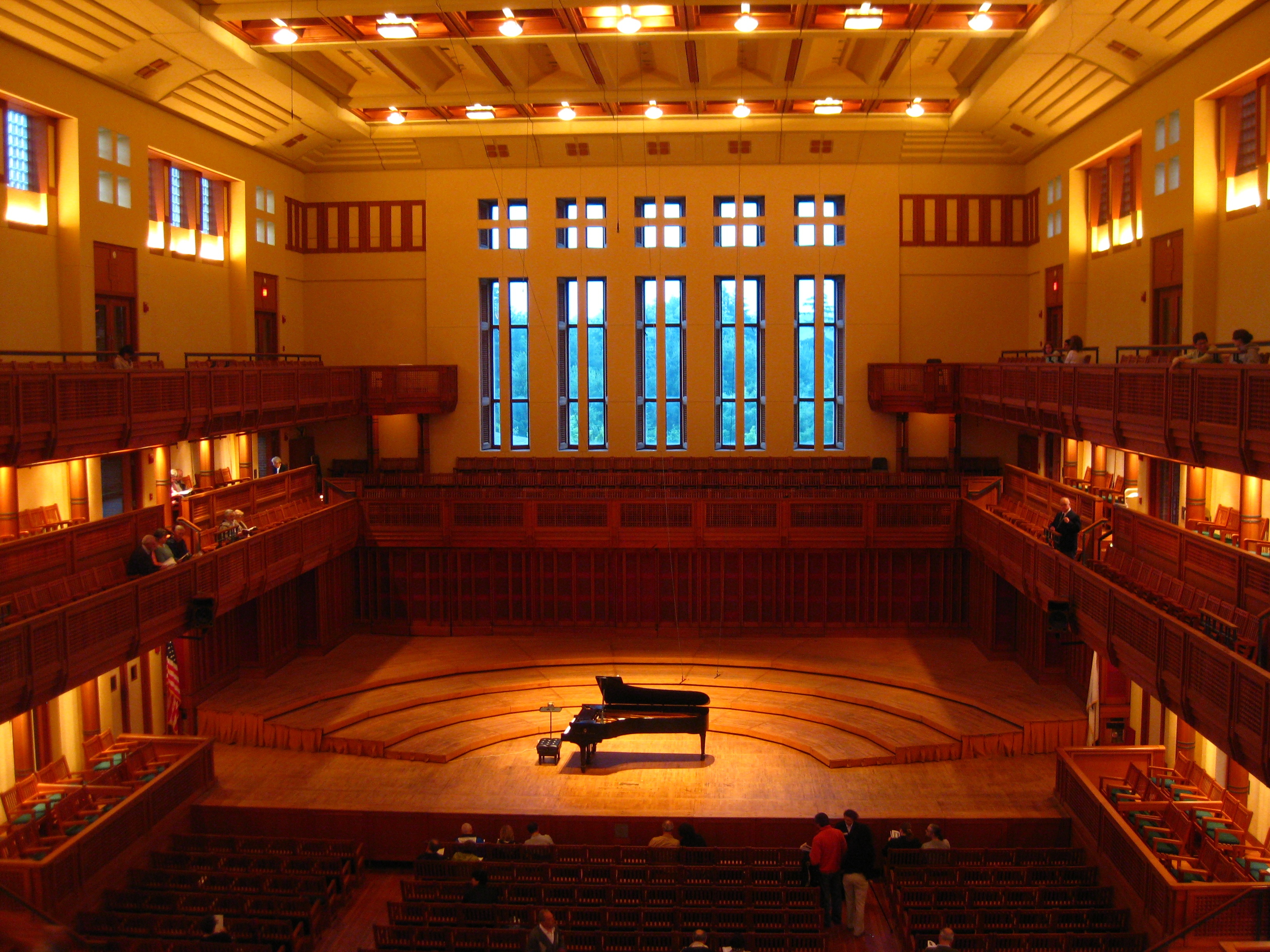
Koncertní síň Ozawa

Tanglewood je místo ve městech Lenox a Stockbridge v americkém státě Massachusetts, kde se konají různé hudební festivaly a jiné podobné akce spojené s hudbou. Od roku 1937 jde o letní sídlo Bostonského symfonického orchestru. Řadu let byl jeho hlavním dirigentem Sergej Kusevický a po jeho smrti jej na několik let nahradil Leonard Bernstein.